# Symphodus mediterraneus
Symphodus mediterraneus es una especie de peces de la familia Labridae en el orden de los Perciformes.

## Morfología
- Los machos pueden llegar alcanzar los 18 cm de longitud total.
- Color general rosado o amarillo rojizo con rayas longitudinales más oscuras y una mancha negra en la base de las pectorales y en la parte alta del pedúnculo caudal.
- Los machos tienen rayas azules vistosas en el vientre.

## Hábitat
Vive solitario entre prados de Posidonia oceanica (plantas marinas).

## Distribución geográfica
Se encuentra desde Portugal (incluyendo las Azores y Madeira) hasta el norte del Marruecos. También en el Mediterráneo.